# Torre Wilson
Torre Wilson – drugi pod względem wysokości wieżowiec w Asunción i Paragwaju. 
Budynek został ukończony w 1993 roku.
Budynek jest przeznaczony do celów mieszkalnych, fasada budynku jest dość prosta, architektura nawiązuje do klasycznych kawałków Lego.